# Toya DeLazy

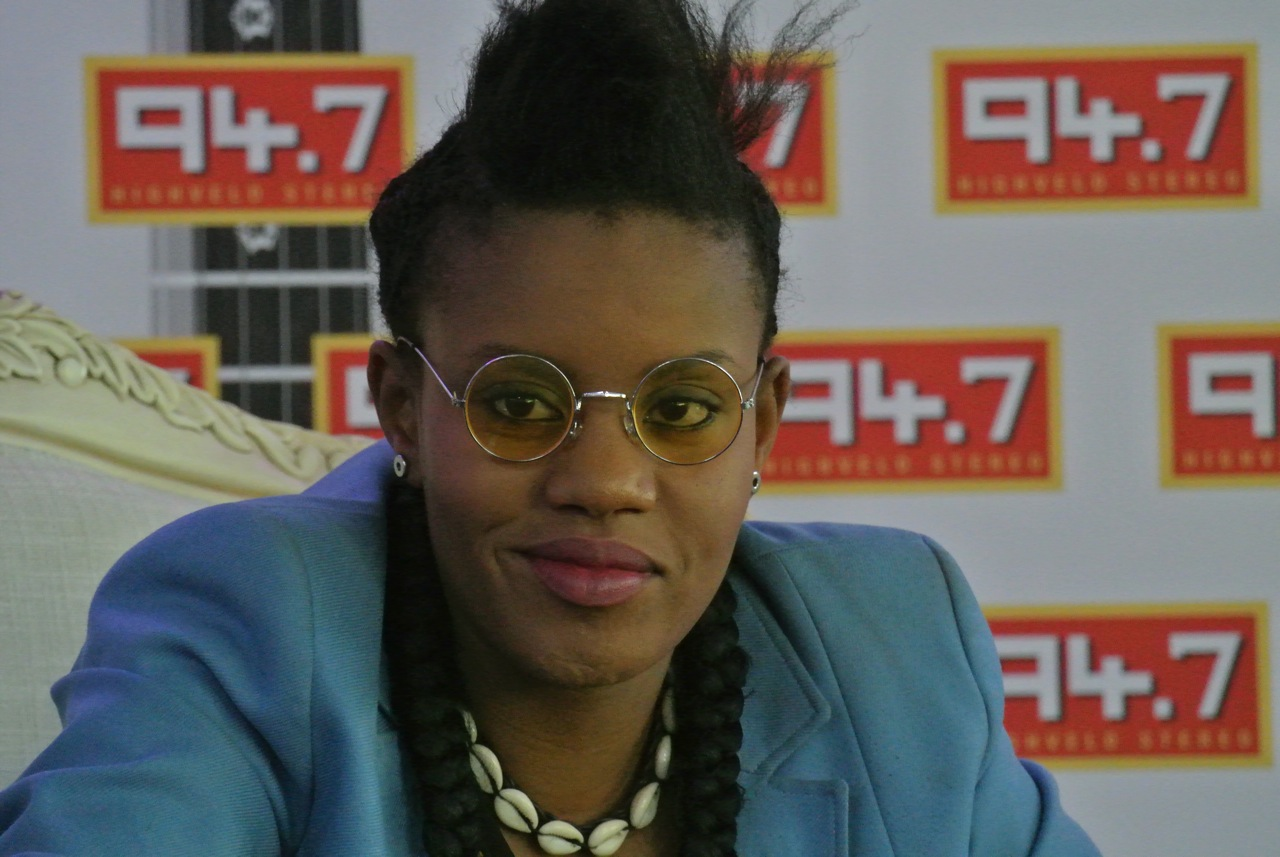
Toya Delazy

Toya DeLazy (* 5. Februar 1990 als Latoya Buthelezi in Zululand, Südafrika) ist eine südafrikanische Sängerin. Sie besuchte in ihrer Kindheit ein Internat, wo sie mit dem Klavierspielen begann. 2009 wechselte sie auf das Howard College in Durban. Am 19. April 2011 unterschrieb sie einen Vertrag bei Sony Music Africa. Erste internationale Erfolge feierte sie mit dem Song Love Is In the Air im Jahr 2012, welcher in Südafrika Platz vier der Charts erreichen konnte. Auch zwei weitere Songs aus ihrem Debütalbum Due Drop, Pump It On und Are You Gonna Stay?, konnten sich in den Charts platzieren.

## Diskografie
Alben
- Due Drop (2012)

Singles
- Love Is In the Air (2012)
- Pump It On (2012)
- Are You Gonna Stay? (2012)
- Heart (2012)